# District de Dingcheng
Le district de Dingcheng (鼎城区 ; pinyin : Dǐngchēng Qū) est une subdivision administrative de la province du Hunan en Chine. Il est placé sous la juridiction de la ville-préfecture de Changde.